# Haza de la Pesebrera
Haza de la Pesebrera es un barrio perteneciente al distrito Carretera de Cádiz de la ciudad andaluza de Málaga, España. Sus coordenadas son 36°42'5"N  4°26'58"W. Su código postal es el 29003

## Ubicación
Según la delimitación oficial del ayuntamiento, limita al norte y al este con el barrio Dos Hermanas; al sur con los barrios de El Torcal y Vistafranca; y al oeste y noroeste, con el barrio de Nuevo San Andrés 1.
El parque de viviendas del barrio se compone de 14 bloques de protección oficial de 7 u 8 plantas, agrupados en grupos de 3 o 4 bloques adosados. Son obra del arquitecto Salvador Moreno Peralta y fueron construidos entre 1983 y 1984.

## Historia
En sus orígenes este barrio estaba formado por chabolas y casas bajas, donde apenas existían caminos de tierra. Los vecinos conocían a este barrio como las casillas o las estarqueras, ya que vivían de la crianza de cabras, vacas y cerdos sobre todo, lo que suponía una gran acumulación de excrementos más la acumulación de basuras que recogían algunos vecinos. Una marmolería, un polvero y un bar completaban las actividades del barrio.
Tanto el obispado como el ayuntamiento tomaron conciencia de las necesidades del barrio, por lo que se construyó el colegio Espíritu Santo, centro educativo concertado fundado en 1965 y perteneciente a la Fundación Victoria.
A principios de 1980 estas casas se demolieron y se construyeron las viviendas de 6 alturas. Se dotó al barrio con todo tipo de servicios básicos.
En el barrio se construye la parroquia Virgen del Camino, fundada en 1975. La iglesia se encuentra en la plaza Padre Damián, en honor al célebre misionero de los Sagrados Corazones que partió a la isla de Molokai a cuidar de los leprosos.

## Transporte
En autobús queda conectado mediante las siguientes líneas de la EMT: 
| Línea | Trayecto                                   | Recorrido | Frecuencia  |
| ----- | ------------------------------------------ | --------- | ----------- |
| 1     | Parque del Sur - Avda. Europa (San Andrés) | Recorrido | 8-9 minutos |